# Tournassage

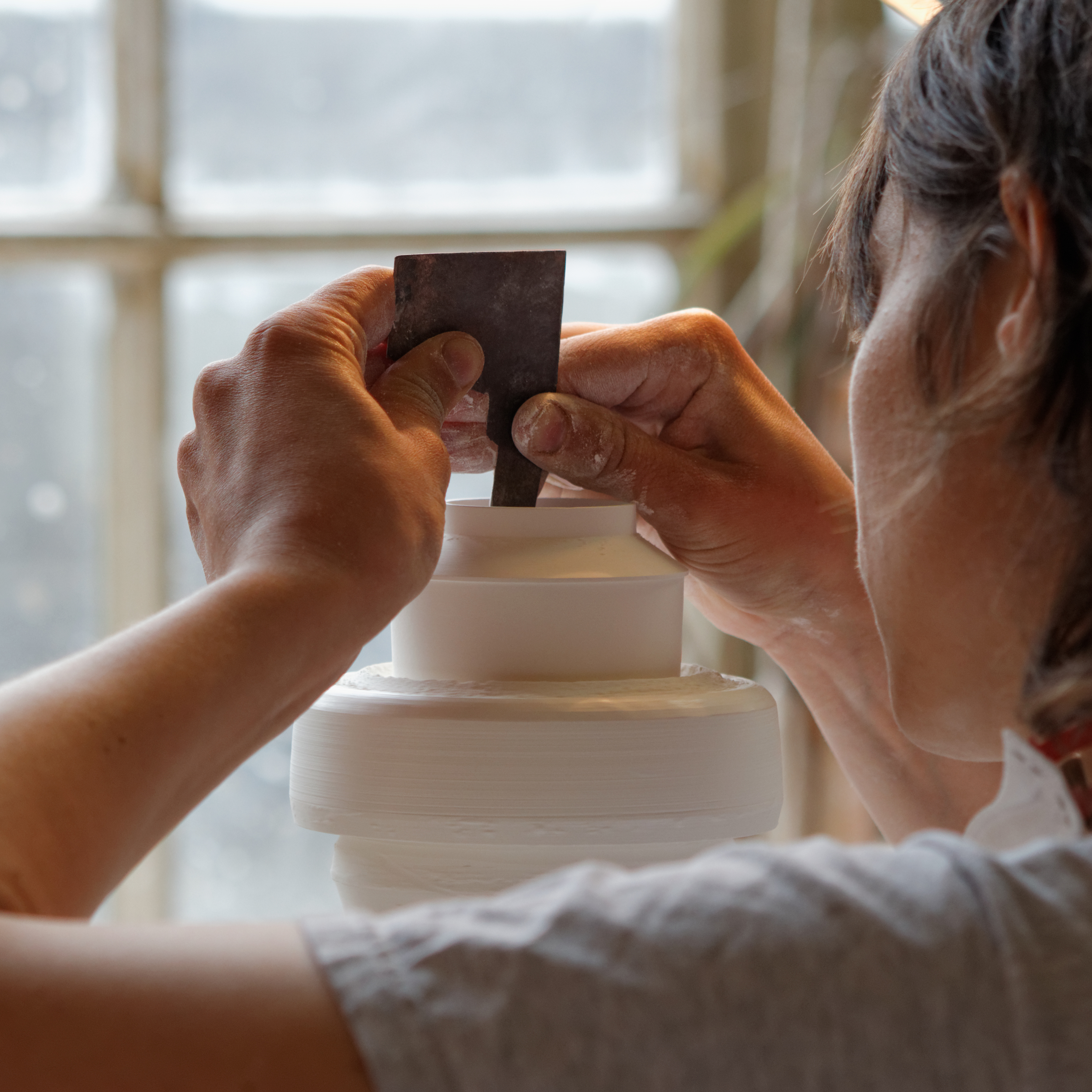
Tournassage du col d'un pot à lait litron, à l'atelier tournage en creux au grand atelier de la manufacture nationale de Sèvres.

Le tournassage, ou tournasage, permet d’enlever l’excès d’argile à la base des pots tournés.  L’opération a lieu quand le pot a commencé à sécher et que l’argile a la consistance dite « du cuir ».  L’intérêt notable du tournassage est de pouvoir créer le pied du bol.
Pendant cette opération, le potier utilise le tour, une mirette et des tournassins. Ces outils permettent de creuser le bol et de dégager des copeaux d’argile pour arriver à la forme souhaitée.